# Henri II d'Anhalt-Aschersleben
Pour les articles homonymes, voir Henri II.
Henri II, dit « le Gros » (der Fette en allemand), est un prince allemand de la maison d'Ascanie (né vers 1215 et mort le 12 juin ou le 28 septembre 1266. Il règne sur la principauté d'Anhalt-Aschersleben de 1252 à sa mort.

## Biographie
Henri II est le fils aîné et homonyme du comte Henri Ier d'Anhalt, qui a été élevé au rang de prince d'Empire en 1218, et de son épouse Irmgarde, fille du landgrave Hermann Ier de Thuringe.
Henri II règne conjointement sur la principauté d'Anhalt avec ses deux frères comme corégent de leur père à partir de 1244. Après la mort d'Henri Ier en 1252, l'Anhalt est partagé entre les trois frères, conformément aux règles successorales de la maison d'Ascanie. Henri reçoit le cœur du domaine familial avec Aschersleben, Hecklingen, Ermsleben et Wörbzig.
Par sa mère, Henri est apparenté aux landgraves de Thuringe. Lorsque la guerre de Succession de Thuringe éclate, en 1247, il apporte son soutien à son beau-frère Albert de Brunswick-Lunebourg en échange de la promesse de fiefs en Thuringe. Il est défait et capturé lors d'un combat près de Beesenstedt en 1263. Relâché peu après, il repart en guerre contre la Thuringe. En 1265, il est une nouvelle fois capturé et obligé à renoncer à toutes ses prétentions sur des domaines en Thuringe.
En 1257, Henri est un partisan d'Alphonse X de Castille, prétendant à la couronne de Germanie. Il mène des actions militaires contre les monastères et l'archevêque de Magdebourg et l'évêque d'Halberstadt, comme contre ses frères et cousins. En 1266, il élève Aschersleben au rang de cité.

## Union et postérité
En 1245, Henri II épouse Mathilde, fille d'Othon de Brunswick. Ils ont deux fils :
- Othon Ier ;
- Henri III.

À sa mort, ses deux fils encore mineurs sont placés sous la garde de sa veuve Mathilde qui assume la régence de la principauté jusqu'en  1270, quand ils atteignent l'âge adulte. Peu après, Mathilde prend le voile et devient abbesse de Gernrode pour une vingtaine d'années de 1275 à 1296. Elle meurt le 25 octobre ou le 1er décembre 1297, peut-être à Gernrode.